# 氢氧化钇
氢氧化钇是一种无机化合物，属于碱，化学式Y(OH)3。

## 制备
氢氧化钇可由硝酸钇和氢氧化钠溶液反应得到：
Y(NO3)3 + 3 NaOH → Y(OH)3↓ + 3 H2O

## 化学性质
氢氧化钇作为碱，可以和酸反应：
Y(OH)3 + 3 HNO3 → Y(NO3)3 + 3 H2O
2 Y(OH)3 + 3 H2SO4 → Y2(SO4)3 + 3 H2O
氢氧化钇受热分解：
2 Y(OH)3 → Y2O3 + 3 H2O↑